# Leliwa (Adelsgeschlecht)

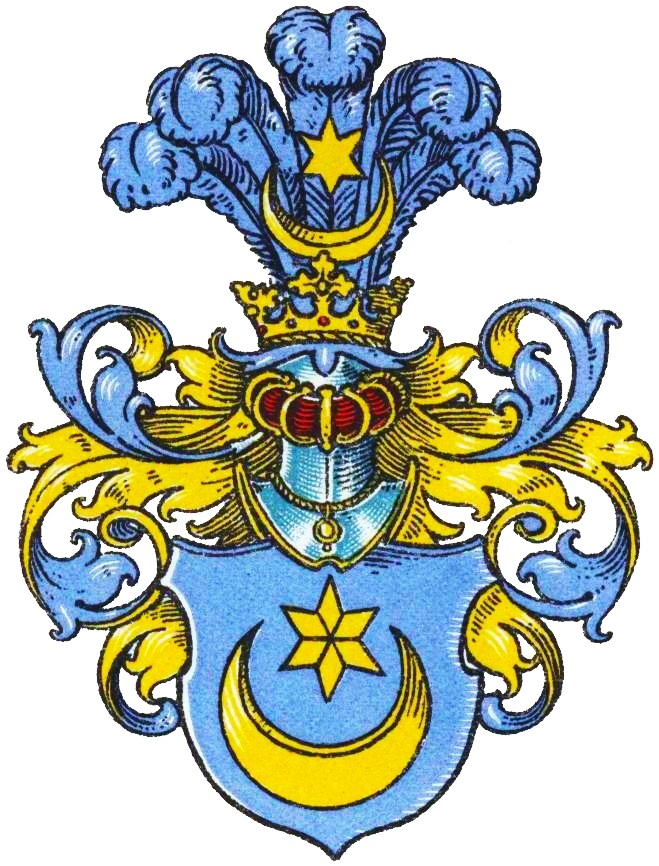
Wappen derer von Leliwa im Wappenbuch des Westfälischen Adels

Leliwa ist der Name eines polnisch-preußischen Adelsgeschlechts.

## Geschichte
Das Geschlecht ist polnischen Ursprungs und führt das Wappen der gleichnamigen polnischen Wappengemeinschaft Leliwa. Die Familie hatte Besitz im Waldeckschen und auch in Westfalen. Sie erscheint im Stammbaum der Familie Juden.
Friedrich von Leliwa (1585–1652) kam als Kind über Königsberg i. Pr. nach Berlin, wo er sich drei Jahre aufhielt, bevor er Page bei Graf Friedrich IX. von Oettingen zu Spielberg (1556–1615) wurde und zum Jägermeister aufstieg. Danach war er Fahnenjunker bei Markgraf Georg Friedrich von Baden-Durlach (1573–1638) und anschließend Forst- und Jägermeister bei Graf Christian von Waldeck-Wildungen (1585–1637). Hier war er auch Hauptmann und Drost von Pyrmont. Von 1625 bis 1627 war er Schloßhauptmann bei Graf Simons VII. zur Lippe-Detmold (1585–1637). Nach dem Tod seines Dienstherren zog er sich 1627 auf das ihm von Hans Adam von Hammerstein (1579–1653) auf sechs Jahre verpachtete Gut Equord zurück. Johann Wilhelm von Leliwa († 1724) war Oberst, Bauherr und Gartenarchitekt. 1720 erwarb der pensionierte Oberst von Fürst Friedrich Anton Ulrich von Waldeck und Pyrmont das Schloss Höhnscheid bei Arolsen und ließ dies anschließend zu einem barocken Schloss umbauen. Friedrich von Leliwa (1743–1836), Sohn des Levin Philipp Wilhelm von Leliwa (1716–1799) und dessen Ehefrau Anna Sophia Henriette von Nölting (1715–1755), war ein waldeckischer Oberforst- und Jägermeister, Rittergutsbesitzer und Landstand. 1784 erhielt nach dem Tod des Hauptmanns Franz Friedrich von Juden das Gut Freienhagen verliehen und lebte als Herr auf Gut Freienhagen. 1811 veräußerte er das Schloss Höhnscheid an Rittmeister Friedrich Schenck zu Schweinsberg. 1830 übertrug er das Gut Freienhagen an seinen ältesten Sohn Friedrich von Leliwa (1791–1870), waldeckischer Offizier, Rittergutsbesitzer und Landstand. Dieser war von 1834 bis 1842 Mitglied des Landstandes des Fürstentums Waldeck. 1840 verkaufte er das Burggut Freienhagen mit Ausnahme des Burgplatzes an Friedrich Graf. Auch nach diesem Verkauf beanspruchte er weiter die Landstandschaft und argumentierte, diese hinge am Burgplatz. Die Landtagsmehrheit folgte dieser Argumentation nicht und schloss ihn 1842 wegen Verkaufs des Gutes Freienhagen aus dem Landtag aus.

## Persönlichkeiten
- Friedrich von Leliwa (Schloßhauptmann) (1585–1652), waldeckischer Hauptmann und Drost, Mitglied der Fruchtbringenden Gesellschaft
- Friedrich von Leliwa (Landstand, 1743) (1743–1836), waldeckischer Oberforst- und Jägermeister, Rittergutsbesitzer und Landstand
- Friedrich von Leliwa (Landstand, 1791) (1791–1870), waldeckischer Offizier, Rittergutsbesitzer und Landstand
- Johann Wilhelm von Leliwa (ca. 1658–1724), Oberst, Bauherr und Gartenarchitekt

## Wappen
Blasonierung (Leliwa): In Blau ein goldener Halbmond, Spitzen nach oben, darüber ein goldener Stern. Auf dem bekrönten Helm mit blau-goldenen Helmdecken fünf blaue Straußenfedern (oder ein Pfauenwedel oder ein offener blauer Flug), davor Mond und Stern vom Schild.